# CEROレーティング全年齢対象ソフトの一覧
| 「全年齢対象」指定ソフトに表示されるアイコン（左は旧基準、右は新基準）。 |  | 「全年齢対象」指定ソフトに表示されるアイコン（左は旧基準、右は新基準）。 |
| 「全年齢対象」指定ソフトに表示されるアイコン（左は旧基準、右は新基準）。 |  |                                                                          |

CEROレーティング全年齢対象のソフトの一覧（セロレーティングぜんねんれいたいしょうのソフトのいちらん）は、コンピュータエンターテインメントレーティング機構（CERO）によるレーティングで旧基準の「全年齢対象」および新基準の「CERO：A（全年齢対象）」に区分されたゲームソフトの一覧である。
このレイティングは最も厳しい倫理規定が定められている分、倫理的な問題も少ないとされている。
なお、2020年ごろから、複数のダウンロード配信サービスにて国際年齢評価連合（IARC）による汎用レーティングを適用する動きがあり、ダウンロード版をIARCで審査した後、パッケージ版をCEROで審査した例もある。たとえば、『みんなで空気読み。コロコロコミックVer.』の場合、先行して配信されたダウンロード版はIARCの「3+」区分が割り振られたのに対し、パッケージ版はCEROの「A」区分が割り振られた。

## 任天堂 ハード

### Nintendo Switch
| - 1-2-Switch - ARMS - SDヴァリス - あつまれ どうぶつの森 - アレスタコレクション - eBASEBALLプロ野球スピリッツ2021 グランドスラム - いっしょにチョキッと スニッパーズ プラス - A列車で行こう はじまる観光計画 - SD シン・仮面ライダー 乱舞 - 大神 絶景版 - 棋士・藤井聡太の将棋トレーニング - クレヨンしんちゃん「オラと博士の夏休み」〜おわらない七日間の旅〜 - 魂斗羅 アニバーサリーコレクション - アーケードアーカイブス - サンセットライダーズ - ショベルナイト - スーパーボンバーマンR - スナックワールド トレジャラーズ ゴールド - スプラトゥーンシリーズ - スプラトゥーン2 - スプラトゥーン3 - サターントリビュートシリーズ - ガーディアンフォース（「コットン ガーディアンフォース サターントリビュート」収録版は「B」区分） - BATSUGUN - Just Danceシリーズ - ジャストダンス2020 - ジャストダンス2021 - ジャストダンス2022 - 世界のアソビ大全51 - SEGA AGESシリーズ - ソニック・ザ・ヘッジホッグ - ソニック・ザ・ヘッジホッグ2 - サンダーフォースAC - サンダーフォースIV - ヘルツォーク・ツヴァイ - アウトラン - ゲイングランド - バーチャレーシング - コラムスII - イチダントアール - G-LOC: AIR BATTLE - ワンダーボーイ モンスターランド - ファンタジーゾーン - ぷよぷよ - ぷよぷよ通 - ゼルダの伝説 スカイウォードソード HD - ゾイドワイルドキングオブブラスト - ソニックシリーズ（SEGA AGES以外） - ソニックフォース - ソニックカラーズ アルティメット - ソニックオリジンズ（追加コンテンツを収録した『ソニックオリジンズ・プラス』も同様） - ソニックフロンティア - ソロモンプログラム（発売当初はBだったが、2021年12月24日からAに変更された） | - 太鼓の達人 - 太鼓の達人 Nintendo Switchば〜じょん! - 太鼓の達人 ドコどんRPGパック! - 大乱闘スマッシュブラザーズSPECIAL - ダライアス コズミックリベレーション - ダライアス EXTRA VERSION - 釣りスピリッツ Nintendo Switchバージョン - ディズニーツムツムフェスティバル - テトリス99 - テレネット シューティング コレクション (「アヴェンジャー」のみCERO B) - ガイアレス - グラナダ - サイキックストーム - 電車でGO!! はしろう山手線 - ドラゴンクエストシリーズ - ドラゴンクエストX 目覚めし五つの種族 - ドラゴンクエストXI 過ぎ去りし時を求めて S - ドラゴンクエストビルダーズ アレフガルドを復活せよ - ドラゴンクエストビルダーズ2 破壊神シドーとからっぽの島 - ドンキーコング トロピカルフリーズ - 忍者じゃじゃ丸コレクション - ニンジャラ - 脳を鍛える大人のNintendo Switchトレーニング - 信長の野望・大志 - Nintendo Labo - Nintendo Labo Toy-Con 01: Variety Kit - Nintendo Labo Toy-Con 02: Robot Kit - Nintendo Labo Toy-Con 03: Drive Kit - Nintendo Labo Toy-Con 04: VR Kit - Nintendo World Championships ファミコン世界大会 - バブルボブル 4 フレンズ - BALAN WONDERWORLD - ピクミン3 デラックス - ヒューマン フォール フラット - Fit Boxing2 -リズム&エクササイズ- - ぷよぷよテトリスS - ぷよぷよテトリス2 - ベイブレードバーストZERO - 牧場物語シリーズ - 牧場物語 再会のミネラルタウン - 牧場物語 オリーブタウンと希望の大地 - ポケットモンスターシリーズ - New ポケモンスナップ - ポケットモンスター Let's Go! ピカチュウ・Let's Go! イーブイ - ポケットモンスター ソード・シールド - Pokémon HOME - ポケットモンスター ブリリアントダイヤモンド・シャイニングパール - Pokémon LEGENDS アルセウス - ポケットモンスター スカーレット・バイオレット - ポケモン不思議のダンジョン 救助隊DX - ポッ拳 POKKÉN TOURNAMENT DX - 星のカービィシリーズ - 星のカービィ スターアライズ - 星のカービィ ディスカバリー - カービィのグルメフェス - 星のカービィWii デラックス | - Minecraft - 魔界戦記ディスガイアシリーズ - 魔界戦記ディスガイアRefine - 魔界戦記ディスガイア4 Return - マリオシリーズ - スーパーマリオシリーズ - スーパーマリオ 3Dコレクション - スーパーマリオ 3Dワールド + フューリーワールド - スーパーマリオメーカー2 - New スーパーマリオブラザーズ U デラックス - スーパーマリオブラザーズ ワンダー - マリオカートシリーズ - マリオカート8 デラックス - マリオカート ライブ ホームサーキット - マリオパーティシリーズ - スーパーマリオパーティ - マリオパーティ スーパースターズ - メイド イン ワリオシリーズ - おすそわける メイド イン ワリオ - 超おどる メイド イン ワリオ - 進め! キノピオ隊長 - ドンキーコング トロピカルフリーズ - ペーパーマリオ オリガミキング - マリオ+ラビッツ キングダムバトル - マリオゴルフ スーパーラッシュ - マリオテニス エース - ヨッシー ウールワールド - ルイージマンション3 - マリオ&ソニック AT 東京2020オリンピック - ミスタードリラーアンコール - ミートピア - みんなで空気読み。コロコロコミックVer.（パッケージ版） - 桃太郎電鉄 〜昭和 平成 令和も定番!〜 - 遊戯王ラッシュデュエル 最強バトルロイヤル!! - 妖怪ウォッチシリーズ - 妖怪ウォッチ1 for Nintendo Switch - 妖怪ウォッチ4 ぼくらは同じ空を見上げている - 妖怪ウォッチ4++ - リングフィット アドベンチャー - レゴニンジャゴームービーザゲーム - レイトン ミステリージャーニー カトリーエイルと大富豪の陰謀 DX - レイトン ミステリージャーニー カトリーエイルと大富豪の陰謀 DX+ - ロックマンシリーズ - ロックマン11 運命の歯車!! - ロックマンクラシックスコレクション1＋2 - ロックマン クラシックス コレクション - ロックマン クラシックス コレクション2 - ワンダーボーイ アルティメット コレクション |

### Wii U
| - ゲーム&ワリオ - 三國志12 - 進め!キノピオ隊長 - スーパーマリオシリーズ - スーパーマリオ 3Dワールド - スーパーマリオメーカー - New スーパールイージU - New スーパーマリオブラザーズ U - マリオカート8 - マリオテニス ウルトラスマッシュ - マリオパーティ10 - マリオVSドンキーコングみんなでミニランド - スターフォックスゼロ - スプラトゥーン - ソニックシリーズ - ソニック トゥーン 太古の秘宝 - ソニック ロストワールド - 太鼓の達人 - 太鼓の達人 Wii Uば〜じょん! - 太鼓の達人 特盛り! - 太鼓の達人 あつめて★ともだち大作戦! - 大乱闘スマッシュブラザーズ for Wii U - タッチ!カービィ スーパーレインボー - ドラゴンクエストX - ドンキーコング トロピカルフリーズ - ピクミン3 - 藤子・F・不二雄キャラクターズ 大集合!SFドタバタパーティー!! - ぷよぷよテトリス - ポッ拳 - MINECRAFT: Wii U EDITION - マリオ&ソニック AT ソチオリンピック | バーチャルコンソール（ファミリーコンピュータ） - アーバンチャンピオン - アイスクライマー - 悪魔城ドラキュラシリーズ - 悪魔城ドラキュラ - ドラキュラII 呪いの封印 - 悪魔城伝説 - アトランチスの謎 - いっき - エキサイトバイク - 空手道 - がんばれゴエモンシリーズ - がんばれゴエモン!からくり道中 - がんばれゴエモン2 - がんばれゴエモン外伝 きえた黄金キセル - クインティ - 月風魔伝 | - マリオシリーズ - スーパーマリオブラザーズ - スーパーマリオブラザーズ2 - スーパーマリオブラザーズ3 - スーパーマリオUSA - ドクターマリオ - マリオブラザーズ - 第2次スーパーロボット大戦 - スペースインベーダー - ゼルダの伝説シリーズ - ゼルダの伝説 - リンクの冒険 - 闘いの挽歌 - チャレンジャー - テトリス - デビルワールド - ドンキーコング - パックマン - バルーンファイト - ファイアーエムブレムシリーズ - ファイアーエムブレム 暗黒竜と光の剣 - ファイアーエムブレム外伝 - ファイナルファンタジーシリーズ - ファイナルファンタジー - ファイナルファンタジーII - ファイナルファンタジーIII - へべれけ - 星のカービィ 夢の泉の物語 - メトロイド - ロックマンシリーズ - ロックマン - ロックマン2 Dr.ワイリーの謎 - ロックマン3 Dr.ワイリーの最期!? - ロックマン4 新たなる野望!! - ロックマン5 ブルースの罠!? - ロックマン6 史上最大の戦い!! | バーチャルコンソール（スーパーファミコン） - スーパーマリオRPG - ロックマンX バーチャルコンソール（スーパーファミコン） - がんばれゴエモンシリーズ - がんばれゴエモン〜ゆき姫救出絵巻〜 - がんばれゴエモン2 奇天烈将軍マッギネス - がんばれゴエモン3 獅子重禄兵衛のからくり卍固め バーチャルコンソール（ゲームボーイアドバンス） - ソニックシリーズ - ソニックアドバンス - ソニックアドバンス2 - ソニックアドバンス3 - シャイニングシリーズ - シャイニングフォース 黒き竜の復活 - シャイニング・ソウル - シャイニング・ソウルII - チューチューロケット! |

### ニンテンドー3DS
| - アライアンス・アライブ - イナズマイレブン1・2・3!!円堂守伝説 - 逆転裁判4（通常版） - くにおくん熱血コンプリートFC編 - さよなら海腹川背 - スーパーロボット大戦シリーズ - 第2次スーパーロボット大戦 - スーパーロボット大戦BX - スターフォックス64 3D - スマイルプリキュア! レッツゴー! メルヘンワールド - ゼルダの伝説シリーズ - ゼルダの伝説 神々のトライフォース2 - ゼルダの伝説 時のオカリナ 3D - ゼルダの伝説 トライフォース3銃士 - セガ3D復刻プロジェクト - パワードリフト - サンダーブレード - ぷよぷよ通 - セガ3D復刻アーカイブス2 - ファンタジーゾーン - ファンタジーゾーンII オパオパの涙 - 大乱闘スマッシュブラザーズ for Nintendo 3DS - だるめしスポーツ店 - テイルズ オブ ジ アビス - デジモンユニバースアプリモンスターズ - とびだせ どうぶつの森 - とびだせ どうぶつの森 amibo+ - ドラゴンクエストシリーズ - ドラゴンクエストXI 過ぎ去りし時を求めて - ドラゴンクエストモンスターズ ジョーカー3 - ドラゴンクエストモンスターズ ジョーカー3 プロフェッショナル - ドラゴンクエストモンスターズ2 イルとルカの不思議な鍵 - ドラゴンクエストモンスターズ テリーのワンダーランド3D - ドラゴンボールZ 超究極武闘会 - 信長の野望2 - 藤子・F・不二雄キャラクターズ 大集合!SFドタバタパーティー!! - フューチャーカードバディファイトシリーズ - フューチャーカードバディファイト 友情の爆熱ファイト! - フューチャーバディファイト目指せ !バディチャンピオン! - フューチャーカードバディファイト 誕生!オレたちの最強バディ! - ベイブレードバースト - 牧場物語シリーズ - 牧場物語 はじまりの大地 - 牧場物語 つながる新天地 - 牧場物語 3つの里の大切な友だち - 牧場物語 ふたごの村＋ - ポケットモンスターシリーズ - ポケットモンスター X・Y - ポケットモンスター オメガルビー・アルファサファイア - ポケットモンスター ウルトラサン・ウルトラムーン - ポケットモンスター サン・ムーン - ポケモンピクロス - マリオシリーズ - スーパーマリオシリーズ - スーパーマリオ 3Dランド - New スーパーマリオブラザーズ2 - マリオ&ルイージRPGシリーズ - マリオ&ルイージRPG1 DX - マリオ&ルイージRPG3 DX - マリオ&ルイージRPG4 ドリームアドベンチャー - マリオパーティシリーズ - マリオパーティ100 ミニゲームコレクション - マリオパーティ アイランドツアー - マリオパーティ スターラッシュ - マリオ&ルイージRPG ペーパーマリオMIX - マリオスポーツ スーパースターズ - マリオゴルフ ワールドツアー - マリオテニス オープン - ペーパーマリオ スーパーシール - マリオカート7 - メタルファイトベイブレード4DXZEROGアルティメットトーナメント - メトロイドプライム フェデレーションフォース - 妖怪ウォッチシリーズ - 妖怪ウォッチ - 妖怪ウォッチ2 元祖/本家 - 妖怪ウォッチ2 真打 - 妖怪ウォッチ3 スシ/テンプラ - 妖怪ウォッチ3 スキヤキ - 妖怪ウォッチバスターズ 赤猫団/白犬隊 - 妖怪ウォッチバスターズ2 秘宝伝説バンバラヤー ソード/マグナム - 妖怪三国志 - レイトンシリーズ - レイトン教授と奇跡の仮面 - レイトン教授と超文明Aの遺産 - レジェンド オブ レガシー - ロックマンシリーズ - ロックマンクラシックスコレクション - ロックマンクラシックスコレクション2 | バーチャルコンソール（ゲームギア） - シャイニングシリーズ - シャイニング・フォース外伝I 遠征・邪神の国へ - シャイニング・フォース外伝II 邪神の覚醒 - シャイニング・フォース外伝 ファイナルコンフリクト - ソニックシリーズ - ソニック・ザ・ヘッジホッグ - ソニック・ザ・ヘッジホッグ2 - ソニック&テイルス2 - ソニックドリフト2 - ソニックラビリンス - テイルスアドベンチャー - Gソニック - ぷよぷよシリーズ - ぷよぷよ - ぷよぷよ通 - なぞぷよ - なぞぷよ アルルのルー - なぞぷよ2 - ドラゴンクリスタル ツラニの迷宮 - シャダム・クルセイダー 遥かなる王国 - コラムス - G-LOC: AIR BATTLE | バーチャルコンソール（ファミリーコンピュータ） - スペランカー - ロックマンシリーズ - ロックマン - ロックマン2 Dr.ワイリーの謎 - ロックマン3 Dr.ワイリーの最期!? - ロックマン4 新たなる野望!! バーチャルコンソール（ゲームボーイ） - Kid Icarus: Of Myths and Monsters バーチャルコンソール（スーパーファミコン） - がんばれゴエモンシリーズ - がんばれゴエモン〜ゆき姫救出絵巻〜 - がんばれゴエモン2 奇天烈将軍マッギネス - がんばれゴエモン3 獅子重禄兵衛のからくり卍固め |

### Wii
| - アースシーカー - アナザーコード:R記憶の扉 - いっしょに遊ぼう!ドリームテーマパーク - イナズマイレブンGO!ストライカーズ2013 - Wiiでやわらかあたま塾 - ウイニングイレブンシリーズ - ウイニングイレブン プレメーカー 2008 - ウイニングイレブン プレメーカー 2009 - ウイニングイレブン プレメーカー 2010 蒼き侍の挑戦 - ウイニングイレブン プレメーカー 2011 - ウイニングイレブン プレメーカー 2012 - ウイニングイレブン プレメーカー 2013 - おどる メイド イン ワリオ - カールじいさんの空飛ぶ家 - 化石モンスターズスペクトロプス - 仮面ライダー超クライマックスヒーローズ - キキトリック - 実況パワフルプロ野球シリーズ - 実況パワフルプロ野球NEXT - 実況パワフルプロ野球Wii - 実況パワフルプロ野球15 - スーパーモンキーボールアスレチック - スーパーロボット大戦NEO - ゼルダの伝説 スカイウォードソード - 太鼓の達人シリーズ - 太鼓の達人Wii - 太鼓の達人Wii ドドーンと2代目 - 太鼓の達人Wii みんなでパーティー☆3代目 - 太鼓の達人Wii 決定版 - 太鼓の達人Wii 超ごうか版 - 大乱闘スマッシュブラザーズX - タクトオブマジック - ダンスダンスレボリューション - デカスポ‼スペシャルプライス - プリキュアオールスターズ ぜんいんしゅうごう☆レッツダンス! - 星のカービィシリーズ - 毛糸のカービィ - 星のカービィWii - 牧場物語シリーズ - 牧場物語 やすらぎの樹 - 牧場物語 わくわくアニマルマーチ - ドラゴンクエストX - ドンキーコングリターンズ - NARUTO-ナルト- 疾風伝龍刃記 - ピクミン2 - ボンバーマンランド2 ゲーム史上最大のテーマパーク - マリオシリーズ - スーパーマリオギャラクシー - スーパーマリオギャラクシー2 - New スーパーマリオブラザーズ - マリオパーティ8 - マリオパーティ9 - マリオ&ソニックATシリーズ - マリオ&ソニック AT 北京オリンピック - マリオ&ソニック AT ロンドンオリンピック - みんなの常識力テレビ - みんなのリズム天国 - メトロイドプライム バーチャルコンソール（ファミリーコンピュータ） - ダウンタウンスペシャル くにおくんの時代劇だよ 全員集合！ - たけしの挑戦状 - 忍者くん 阿修羅ノ章 - トランスフォーマー コンボイの謎 - スペランカー - ロックマンシリーズ - ロックマン - ロックマン2 Dr.ワイリーの謎 - ロックマン3 Dr.ワイリーの最期!? - ロックマン4 新たなる野望!! - ロックマン5 ブルースの罠!? - ロックマン6 史上最大の戦い!! - がんばれゴエモンシリーズ - がんばれゴエモン〜ゆき姫救出絵巻〜 - がんばれゴエモン2 奇天烈将軍マッギネス - がんばれゴエモン3 獅子重禄兵衛のからくり卍固め - ロックマンX | バーチャルコンソール（メガドライブ） - ソニックシリーズ - ソニック・ザ・ヘッジホッグ - ソニック・ザ・ヘッジホッグ2 - ソニック・スピンボール - ソニック・ザ・ヘッジホッグ3 - ソニック&ナックルズ - ソニック3Dブラスト - モンスターワールドシリーズ - ワンダーボーイIII モンスターレア - ワンダーボーイV モンスターワールドIII - モンスターワールドIV - ファンタシースターシリーズ - ファンタシースターII 還らざる時の終わりに - 時の継承者 ファンタシースターIII - ファンタシースター 千年紀の終りに - エコーシリーズ - エコー・ザ・ドルフィン - エコー・ザ・ドルフィン2 - エコーJr. - ゴールデンアックスシリーズ - ゴールデンアックス - ゴールデンアックスII - ゴールデンアックスIII - ぷよぷよシリーズ - ぷよぷよ - ぷよぷよ通 - シャイニングシリーズ - シャイニング&ザ・ダクネス - シャイニング・フォース 神々の遺産 - シャイニング・フォースII 古えの封印 - リスター・ザ・シューティングスター - コミックスゾーン - ベクターマン - ボナンザブラザーズ - スペースハリアーII - ガンスターヒーローズ - ダイナマイトヘッディー - エイリアンソルジャー - ギャラクシーフォースII - スーパーファンタジーゾーン - コラムス - コラムスIII 対決!コラムスワールド - 獣王記（アーケード版は「B」） - シャドーダンサー ザ・シークレット・オブ・シノビ - トージャム&アール - クライング 亜生命戦争 - ゲイングランド - ストーリー オブ トア 〜光を継ぐ者〜 - ヴァーミリオン - タントアール - アレックスキッド 天空魔城 - ダイナブラザーズ - ダイナブラザーズ2スペシャル - レンタヒーロー - バハムート戦記 - パルスマン - カメレオンキッド - ハイブリッド・フロント - イチダントアール - 大魔界村 - クラックダウン - ESWAT：サイバーポリス イースワット - チェルノブ - スーパーサンダーブレード - ランドストーカー 〜皇帝の財宝〜 - エイリアンストーム - 重装機兵レイノス - ライトクルセイダー - ラングリッサー - パーティークイズ MEGA Q - ラングリッサーII - レッスルボール - グレイランサー - 武者アレスタ - ジノーグ - ロードモナーク とことん戦闘伝説 - ソーサリアン - アースワームジム - アースワームジム2 - ドラゴンスレイヤー英雄伝説 - ドラゴンスレイヤー英雄伝説II - ぺぺんがペンゴ - Pitfall: The Mayan Adventure | バーチャルコンソール（ゲームギア） - - ソニック・ザ・ヘッジホッグ バーチャルコンソール（セガ・マークIII / セガ・マスターシステム） - モンスターワールドシリーズ - スーパーワンダーボーイ - スーパーワンダーボーイ モンスターワールド - ファンタジーゾーンシリーズ - ファンタジーゾーン - ファンタジーゾーンII オパオパの涙 - アレックスキッドシリーズ - アレックスキッドのミラクルワールド - アレックスキッド ザ・ロストスターズ - ソニックシリーズ - Sonic the Hedgehog - Sonic the Hedgehog 2 - Sonic Chaos - ファンタシースター - エンデューロレーサー - R-TYPE バーチャルコンソール（アーケードゲーム） - ワンダーボーイ モンスターランド - ぷよぷよシリーズ - ぷよぷよ - ぷよぷよ通 - ザクソン - スーパーハングオン - スペースインベーダー Wiiウェア - Dr.MARIO & 細菌撲滅 - みんなのポケモン牧場 - 小さな王様と約束の国 ファイナルファンタジー・クリスタルクロニクル - Star Soldier R - ことばのパズル もじぴったんWii - おきらくピンポンWii - LONPOS - 天使のソリティア - サクサク アニマルパック |

### ニンテンドーDS
- いただきストリートDS
- イナズマイレブンシリーズ
  - イナズマイレブン
  - イナズマイレブン2 脅威の侵略者
  - イナズマイレブン3 世界への挑戦!!
- SNK VS. CAPCOM カードファイターズDS
- おはスタ645ムッシーズのふしぎな農園
- きみのためなら死ねる
- キミの勇者
- クラッシュ・バンディクー フェスティバル
- 幻想水滸伝ティアクライス
- コナミ アーケード コレクション
- コロッケ! DS 天空の勇者たち
- 采配のゆくえ
- 西遊記 金角・銀角の陰謀
- サモンナイトシリーズ
  - サモンナイト
  - サモンナイト2
- さわるメイドインワリオ
- 真・三国無双DS
- スーパーマリオシリーズ
  - マリオ&ルイージRPG2
  - マリオ&ルイージRPG3!!!
  - New スーパーマリオブラザーズ
- スーパーロボット大戦W
- スターフォックスコマンド
- ゼルダの伝説シリーズ
  - ゼルダの伝説 夢幻の砂時計
  - ゼルダの伝説 大地の汽笛
- テイルズ オブ ザ テンペスト
- 天外魔境II 卍MARU
- ナイツ ～星降る夜の物語～[188]
- 二ノ国 漆黒の魔導士
- パワプロクンポケットシリーズ
  - パワプロクンポケット8
  - パワプロクンポケット9
  - パワプロクンポケット10
  - パワプロクンポケット11
  - パワプロクンポケット12
  - パワプロクンポケット13
  - パワプロクンポケット14
- BLEACH The 3rd Phantom[189]
- プロ野球チームをつくろう!2[190]
- 牧場物語シリーズ
  - 牧場物語 コロボックルステーション
  - 牧場物語 キミと育つ島
  - 牧場物語 キラキラ太陽となかまたち
  - 牧場物語 ようこそ!風のバザールへ
  - 牧場物語 ふたごの村
- ポケットモンスターシリーズ
  - ポケットモンスター ハートゴールド・ソウルシルバー
  - ポケットモンスター ダイヤモンド・パール
  - ポケットモンスター プラチナ
  - ポケットモンスター ブラック・ホワイト
  - ポケットモンスター ブラック2・ホワイト2
  - ポケモン+ノブナガの野望
  - ポケモンレンジャー 光の軌跡[191]
- 星のカービィシリーズ
  - 星のカービィ 参上! ドロッチェ団
  - 星のカービィ ウルトラスーパーデラックス
- ボンバーマンシリーズ
  - ボンバーマン
  - Touch!ボンバーマンランド
  - ボンバーマンストーリーDS
  - カスタムバトラー ボンバーマン
- メタルファイト ベイブレードシリーズ
  - メタルファイト ベイブレード
  - メタルファイト ベイブレード
  - メタルファイト ベイブレード 爆誕!サイバーペガシス
  - メタルファイト ベイブレード 爆神!スサノオ襲来
- レイトンシリーズ
  - レイトン教授と不思議な町
  - レイトン教授と悪魔の箱
  - レイトン教授と最後の時間旅行
  - レイトン教授と魔神の笛

### ニンテンドーゲームキューブ
- あつまれ!!メイドインワリオ
- F-ZERO GX
- ガチャフォース
- 激闘プロ野球 水島新司オールスターズVSプロ野球
- 実況パワフルプロ野球シリーズ
  - 実況パワフルプロ野球10
  - 実況パワフルプロ野球11
  - 実況パワフルプロ野球12
  - 実況パワフルメジャーリーグ
- スーパーマリオシリーズ
  - スーパーマリオサンシャイン
  - スーパーマリオスタジアム ミラクルベースボール
  - スーパーマリオストライカーズ
  - ペーパーマリオRPG
  - マリオテニスGC
  - マリオパーティ6
  - マリオパーティ7
  - ルイージマンション
- スーパーロボット大戦GC
- スターフォックスシリーズ
  - スターフォックスアサルト
- ゼルダの伝説シリーズ
  - ゼルダの伝説 風のタクト
  - ゼルダの伝説 4つの剣
- ゾイドバーサスシリーズ
  - ゾイドバーサスII
  - ゾイドバーサスIII
- ソニックシリーズ
  - ソニックアドベンチャーDX
  - ソニックアドベンチャー2 バトル
  - ソニック ヒーローズ
  - ソニック ジェムズ コレクション
- 大乱闘スマッシュブラザーズDX
- チャリンコヒーロー
- テイルズ オブ シンフォニア
- デジモンワールドX
- 天外魔境II 卍MARU
- どうぶつの森シリーズ
  - どうぶつの森+
  - どうぶつの森e+
- ドリームミックスTV ワールドファイターズ
- ドンキーコングシリーズ
  - ドンキーコンガ
  - ドンキーコンガ2ヒットソングパレード
  - ドンキーコンガ3食べ放題!春もぎたて50曲
  - ドンキーコングジャングルビート
- NARUTO-ナルト- 激闘忍者対戦!2
- ピクミンシリーズ
  - ピクミン
  - ピクミン2
- ファイアーエムブレム 蒼炎の軌跡
- ファイナルファンタジー・クリスタルクロニクル
- 牧場物語シリーズ
  - 牧場物語 ワンダフルライフ
  - 牧場物語 しあわせの詩
- ポケットモンスターシリーズ
  - ポケモンXD 闇の旋風ダークルギア
  - ポケモンボックス ルビー＆サファイア
  - ポケモンチャンネル 〜ピカチュウといっしょ!〜
- ボンバーマンランド2 ゲーム史上最大のテーマパーク
- メトロイドプライム
- 桃太郎電鉄12 西日本編もありまっせー!!
- ロックマンエグゼ トランスミッション
- ロックマンXコマンドミッション

### ゲームボーイアドバンス
- F-ZEROファルコン伝説
- 鬼武者タクティクス
- オリエンタルブルー 青の天外
- がんばれゴエモン ゆき姫とマッギネス
- クラッシュ・バンディクーシリーズ
  - クラッシュ・バンディクー アドバンス
  - クラッシュ・バンディクー アドバンス2 ぐるぐるさいみん大パニック!?
  - クラッシュ・バンディクー アドバンス わくわく友だちダチ大作戦!
- 幻想水滸伝カードストーリーズ
- コナミワイワイレーシング
- コロッケ!シリーズ
  - コロッケ!2 闇のバンクとバン女王
  - コロッケ!3 グラニュー王国の謎
  - コロッケ!4 バンクの森の守護神
  - コロッケ! GREAT 時空の冒険者
- 真・三國無双アドバンス
- スーパーマリオシリーズ
  - スーパーマリオアドバンス
  - スーパーマリオアドバンス2
  - スーパーマリオアドバンス3
  - スーパーマリオアドバンス4
  - ファミコンミニ スーパーマリオブラザーズ
  - ファミコンミニ ディスクシステムセレクション スーパーマリオブラザーズ2
  - マリオカートアドバンス
- パワプロクンポケットシリーズ
  - パワプロクンポケット1・2
  - パワプロクンポケット3
  - パワプロクンポケット4
  - パワプロクンポケット5
  - パワプロクンポケット6
  - パワプロクンポケット7
  - パワポケダッシュ[注 1]
- ポケットモンスター ファイアレッド・リーフグリーン
- 星のカービィ 鏡の大迷宮
- ボンバーマンジェッターズゲームコレクション
- MOTHERシリーズ
  - MOTHER1+2
  - MOTHER3
- メタルスラッグアドバンス
- メトロイドシリーズ
  - メトロイドフュージョン
  - メトロイドゼロミッション
- ロックマンエグゼシリーズ
  - バトルネットワーク ロックマンエグゼ
  - バトルネットワーク ロックマンエグゼ2
  - バトルネットワーク ロックマンエグゼ3
  - ロックマンエグゼ4
  - ロックマンエグゼ4.5 リアルオペレーション
  - ロックマンエグゼ5
- ぷよぷよシリーズ
  - みんなでぷよぷよ(お買い得板)
  - ぷよぷよフィーバー
  - 機動劇団はろ一座 ハロのぷよぷよ
- ソニックシリーズ
  - ソニックアドバンス(お買い得板)
  - ソニックアドバンス2(お買い得板)
  - ソニックアドバンス3
  - ソニックピンボールパーティー
  - ソニックバトル
  - ダブルパック ソニックアドバンス&チューチューロケット!
  - ダブルパック ソニックバトル&ソニックアドバンス
  - ダブルパック ソニックピンボールパーティー&ソニックバトル
- シャイニングシリーズ
  - シャイニング・ソウル(お買い得とバリューセレクション板)
  - シャイニング・ソウルII
  - シャイニングフォース 黒き竜の復活
- ASTRO BOY・鉄腕アトム -アトムハートの秘密-
- リリパット王国 ～リリモニといっしょプニ！～
- 甲虫王者ムシキング 〜グレイテストチャンピオンへの道〜
- BLEACH アドバンス 紅に染まる尸魂界
- ガンスタースーパーヒーローズ
- Mr.インクレディブル ～強敵アンダーマイナー登場～

### NINTENDO64
- スーパーマリオ64
- スターフォックス64
- ゼルダの伝説シリーズ
  - ゼルダの伝説 時のオカリナ
  - ゼルダの伝説 ムジュラの仮面
- どうぶつの森
- ニンテンドウオールスター!大乱闘スマッシュブラザーズ
- バンジョーとカズーイの大冒険シリーズ
  - バンジョーとカズーイの大冒険
  - バンジョーとカズーイの大冒険2
- 星のカービィ64
- ボンバーマンヒーロー ミリアン王女を救え!
- マリオカート64
- マリオゴルフ64

### ゲームボーイ
- スーパーマリオシリーズ
  - スーパーマリオランド
  - スーパーマリオランド2 6つの金貨
- スーパーロボット大戦
- テトリス
- ドクターマリオ
- ドラキュラ伝説
- 星のカービィシリーズ
  - 星のカービィ
  - 星のカービィ2
- ロックマンワールドシリーズ
  - ロックマンワールド
  - ロックマンワールド2
  - ロックマンワールド3
  - ロックマンワールド4
  - ロックマンワールド5

## ソニー・インタラクティブエンタテインメント ハード

### PlayStation 5
- ソニックシリーズ
  - ソニックオリジンズ（追加コンテンツを収録した『ソニックオリジンズ・プラス』も同様[28]
  - ソニックフロンティア[29]

### PlayStation 4
- アレスタコレクション[6]
- 太鼓の達人 セッションでドドンがドン!
- サターントリビュートシリーズ
  - ガーディアンフォース[192]（「コットン ガーディアンフォース サターントリビュート」収録版は「B」区分[11]）
  - BATSUGUN[12]
- ソニックシリーズ
  - ソニックオリジンズ（追加コンテンツを収録した『ソニックオリジンズ・プラス』も同様[28]）
- ダライアス コズミックコレクション AE[193]
  - ソニックフロンティア[29]
- ダライアス コズミックコレクション CE[193]
- ドラゴンクエストシリーズ
  - ドラゴンクエストXI 過ぎ去りし時を求めて
  - ドラゴンクエストXI 過ぎ去りし時を求めて S
- LocoRoco[194]
  - ロックマン11 運命の歯車!!
- ワンダーボーイ アルティメット コレクション[35]

### PlayStation 3
- ウイニングイレブンシリーズ
  - ワールドサッカー ウイニングイレブン 2012
  - ワールドサッカー ウイニングイレブン 2013
  - ワールドサッカー ウイニングイレブン 2014蒼き侍の挑戦
  - ワールドサッカー ウイニングイレブン 2015
  - ワールドサッカー ウイニングイレブン 2016
  - ワールドサッカー ウイニングイレブン 2017
- 機動戦士ガンダムシリーズ
  - 機動戦士ガンダム EXTREME VS.
  - 機動戦士ガンダム サイドストーリーズ
- 三國志13
- グランツーリスモ 6
- 実況パワフルプロ野球シリーズ
  - 実況パワフルプロ野球2010
  - 実況パワフルプロ野球2011
  - 実況パワフルプロ野球2012
  - 実況パワフルプロ野球2013
  - 実況パワフルプロ野球2014
  - 実況パワフルプロ野球2016
- スーパーヒーロージェネレーション
- ダウンタウン熱血行進曲 それゆけ大運動会〜オールスターSP〜
- NARUTO-ナルティメットストーム-
- 二ノ国白き聖灰の女王
- 信長の野望・創造
- ぷよぷよテトリス
- プロ野球スピリッツ
  - プロ野球スピリッツ2012
  - プロ野球スピリッツ2013
- みんなのGOLFシリーズ
  - みんなのGOLF 5
  - みんなのGOLF 6
- ラチェット&クランクシリーズ
  - ラチェット&クランク FUTURE
  - ラチェット&クランク FUTURE2
  - ラチェット&クランク オールフォーワン
  - ラチェット&クランク 銀河戦隊０フォース
- リトルビッグプラネット
- リトルビッグプラネット2
- リトルビッグプラネット3
- ルーンファクトリーオーシャンズ
- レゴハリー・ポッター

セガエイジスオンライン
- - アレックスキッドのミラクルワールド[195]
  - スーパーハングオン[195]
  - ワンダーボーイV モンスターワールドIII[195]
  - モンスターワールドIV[195]

ゲームアーカイブス
- - 女神転生シリーズ
    - 真・女神転生デビルサマナー
    - 真・女神転生デビルサマナー 〜悪魔全書〜
    - 真・女神転生デビルサマナー スペシャルボックス

  - ハイパーリヴァーシオン
  - サンダーフォースV
  - プリンセスクラウン
  - 組み立てバトル くっつけっと[196]
  - ぷよぷよシリーズ
    - ぷよぷよ通決定盤[197]
    - ぷよぷよSUN[198]
    - ぷよぷよ～ん[199]
    - ぷよぷよ BOX[200]

  - 熱血親子[197]

### PlayStation Vita
- アイドルマスター マストソングス
- いただきストリート ドラゴンクエスト&ファイナルファンタジー 30th ANNIVERSARY
- 塊魂 ノ・ビ〜タ
- 機動戦士ガンダムシリーズ
  - ガンダムブレイカー
  - 機動戦士ガンダムEXTREME VS FORCE
- 銀星囲碁 ネクストジェネレーション
- クラシックダンジョン戦国
- 実況パワフルプロ野球シリーズ
  - 実況パワフルプロ野球2012
  - 実況パワフルプロ野球2013
  - 実況パワフルプロ野球2014
  - 実況パワフルプロ野球2016
  - 実況パワフルプロ野球2018
- スーパーヒーロージェネレーション
- スーパーロボット大戦
- 太鼓の達人 Vバージョン
- だれでも初段になれる囲碁教室
- ダンボール戦機W
- デジモンワールド-next Order-
- ドラゴンボールZ BATTLE OF Z
- ハナヤマタよさこいLIVE!
- 魔界戦記ディスガイアシリーズ
  - 魔界戦記ディスガイア3
  - 魔界戦記ディスガイア4
- リッジレーサー
- レイマンレジェンド

### PlayStation Portable
| - ウイニングイレブンシリーズ - ワールドサッカー ウイニングイレブン9 ユビキタスエヴォリューション - ワールドサッカー ウイニングイレブン10 ユビキタスエヴォリューション - ワールドサッカー ウイニングイレブン 2008 ユビキタスエヴォリューション - ワールドサッカー ウイニングイレブン 2009 - ワールドサッカー ウイニングイレブン 2010 - ワールドサッカー ウイニングイレブン 2011 - ワールドサッカー ウイニングイレブン 2012 - ワールドサッカー ウイニングイレブン 2013 - ワールドサッカー ウイニングイレブン 2014 - イレギュラーハンターX - カプコンクラシックスコレクション - キン肉マン マッスルジェネレーションズ - サモンナイト4 - 三國志VII - サルゲッチュシリーズ - ピポサルアカデミ〜ア-どっさり!サルゲー大集合- - サルゲッチュP! - ピポサルアカデミ〜ア2-あいあいサルゲ〜ジャンケンバトル!- - サルゲッチュ ピポサルレーサー - サルゲッチュ サルサル大作戦 - サルゲッチュ ピポサル戦記 - 実況パワフルプロ野球シリーズ - 実況パワフルプロ野球2010 - 実況パワフルプロ野球2011 - 実況パワフルプロ野球2012 - 実況パワフルプロ野球2013 - 実況パワフルプロ野球ポータブルシリーズ - 実況パワフルプロ野球ポータブル - 実況パワフルプロ野球ポータブル2 - 実況パワフルプロ野球ポータブル3 - 実況パワフルプロ野球ポータブル4 - パワプロ サクセス・レジェンズ - スターオーシャンシリーズ - スターオーシャン1 First Departure - スターオーシャン2 Second Evolution - ストリートファイターZERO3↑↑ - 太鼓の達人シリーズ - 太鼓の達人ポータブル - 太鼓の達人ポータブル2 - 太鼓の達人ポータブルDX - テイルズ オブ シリーズ - テイルズ オブ ファンタジア フルボイスエディション - テイルズ オブ エターニア - テイルズ オブ デスティニー2 - テイルズ オブ リバース - 北斗の拳 ラオウ外伝 天の覇王 - 天外魔境 第四の黙示録 - どこでもいっしょ - パズルボブル ポケット - パラッパラッパー - パワーストーンポータブル - ファイナルファンタジーIII - BLEACH 〜ソウル・カーニバル〜シリーズ - BLEACH 〜ソウル・カーニバル〜 - BLEACH 〜ソウル・カーニバル2〜 - ぷよぷよフィーバー - pop'n musicシリーズ - ポップンミュージックポータブル - ポップンミュージックポータブル2 - ボンバーマンシリーズ - ボンバーマン ぱにっくボンバー - ボンバーマンポータブル - ボンバーマンランドポータブル - ミッキーマウス キャッスル・オブ・イリュージョン - みんなのGOLF ポータブル - モンハン日記 ぽかぽかアイルー村シリーズ - モンハン日記 ぽかぽかアイルー村 - モンハン日記 ぽかぽかアイルー村G - アイルーでパズルー - ロックマンDASHシリーズ - ロックマンDASH 鋼の冒険心 - ロックマンDASH2 エピソード2 大いなる遺産 - ロックマンロックマン | ゲームアーカイブス - - 組み立てバトル くっつけっと |

### PlayStation 2
| - beatmania IIDXシリーズ - beatmania IIDX 3rd style - beatmania IIDX 4th style - beatmania IIDX 5th style - beatmania IIDX 6th style - beatmania IIDX 7th style - beatmania IIDX 8th style - beatmania IIDX 9th style - beatmania IIDX 10the style - beatmania IIDX 11 ⅡDX RED - beatmania IIDX 12 HAPPY SKY - beatmania IIDX 13 DistorteD - beatmania IIDX 14 GOLD - beatmania IIDX 15 DJ TROOPERS - beatmania IIDX 16 EMPRESS - ウィニングイレブンシリーズ - Jリーグウイニングイレブンタクティクス - Jリーグウイニングイレブン8 アジアチャンピオンシップ - ワールドサッカー ウイニングイレブン7 - ワールドサッカー ウイニングイレブン8 - ワールドサッカー ウイニングイレブン9 - ワールドサッカー ウイニングイレブン10 - Jリーグ ウイニングイレブン10 ＋欧州リーグ'06-'07 - Jリーグ ウイニングイレブン2007 クラブチャンピオンシップ - ワールドサッカー ウイニングイレブン2011 - ワールドサッカー ウイニングイレブン2012 - オレたちゲーセン族シリーズ - スクランブル - クレイジー・クライマー - 空手道 - タイムパイロット - ムーンクレスタ - ソニックウィングス - バーガータイム - イー・アル・カンフー - スーパーバレーボール - テラクレスタ - クォース - 熱血硬派くにおくん - 熱血高校ドッジボール部 - ラビオレプス - 悪魔城ドラキュラ - 魂斗羅 - プーヤン - サンダークロス - トリオ・ザ・パンチ - キン肉マン ジェネレーションズ - クラッシュ・バンディクーシリーズ - クラッシュ・バンディクー4 さくれつ!魔神パワー - クラッシュ・バンディクー がっちゃんこワールド - クラッシュ・バンディクー 爆走!ニトロカート - クラッシュ・バンディクー5 え〜っ クラッシュとコルテックスの野望?!? - グレゴリーホラーショー ソウルコレクター - ケロロ軍曹メロメロバトルロイヤル - 金色のガッシュベル!!激闘!最強の魔物たち - 幻想水滸伝IV | - サモンナイトシリーズ - サモンナイト3 - サモンナイト4 - サルゲッチュシリーズ - ガチャメカスタジアム サルバト〜レ - サルアイトーイ 大騒ぎ!ウッキウキゲームてんこもりっ!! - サルゲッチュ3 - サルゲッチュ ミリオンモンキーズ - 実況パワフルプロ野球シリーズ - 実況パワフルプロ野球9 - 実況パワフルプロ野球10 - 実況パワフルプロ野球11 - 実況パワフルプロ野球12 - 実況パワフルプロ野球13 - 実況パワフルプロ野球14 - 実況パワフルプロ野球15 - 実況パワフルプロ野球2009 - ストリートファイターIII 3rd STRIKE -Fight for the Future- - SEGA AGES 2500シリーズ - Vol.20 スペースハリアーII ～スペースハリアーコンプリートコレクション～ - Vol.21 SDI & カルテット ～SEGA SYSTEM 16 COLLECTION～ - Vol.22 アドバンスド大戦略 ドイツ電撃作戦 - Vol.23 セガメモリアルセレクション - Vol.25 ガンスターヒーローズ ～トレジャーボックス～ - Vol.28 テトリスコレクション - Vol.29 モンスターワールド コンプリートコレクション - Vol.30 ギャラクシーフォースII スペシャル エクステンデッド エディション - Vol.32 ファンタシースター コンプリートコレクション - Vol.33 ファンタジーゾーン コンプリートコレクション - ソニックシリーズ - ソニック ジェムズ コレクション - ソニック メガコレクション プラス - 太鼓の達人シリーズ - 太鼓の達人 あっぱれ三代目 - 太鼓の達人 わくわくアニメ祭り - 太鼓の達人 あつまれ祭りだ四代目 - 太鼓の達人 ゴーゴー五代目 - 太鼓の達人 TAIKO DRUM MASTER - 太鼓の達人 とびっきりアニメスペシャル - 太鼓の達人 わいわいハッピー六代目 - 太鼓の達人 ドカッと大盛り七代目 - テイルズ オブ シリーズ - テイルズ オブ デスティニー - テイルズ オブ シンフォニア - テイルズ オブ リバース - テイルズ オブ レジェンディア - テイルズ オブ ジ アビス - 天外魔境II 卍MARU - ドラゴンクエスト&ファイナルファンタジー in いただきストリートSpecial - ナイツ NiGHTS into dreams... - ビブリップル - ボンバーマンシリーズ - ボンバーマンランド2 ゲーム史上最大のテーマパーク - ネットでボンバーマン - ボンバーマンランドシリーズ ボンバーマンカートDX | - 無双シリーズ - 真・三國無双3 - 真・三國無双3猛将伝 - pop'n musicシリーズ - pop'n music7 - pop'n music8 - pop'n music9 - pop'n music10 - pop'n music11 - pop'n music12いろは - pop'n music13カーニバル - pop'n music14FEVER! - みんなのGOLFシリーズ - みんなのGOLF 3 - みんなのGOLF 4 - ラチェット&クランクシリーズ - ラチェット&クランク2 ガガガ!銀河のコマンドーっす - ラチェット&クランク3 突撃!ガラクチック★レンジャーズ - ラチェット&クランク4th ギリギリ銀河のギガバトル - ラチェット&クランク5 激突!ドデカ銀河のミリミリ軍団 - ロックマンシリーズ - ロックマンパワーバトルファイターズ - ロックマンXシリーズ - ロックマンX7 - ロックマンX8 - ロックマンXコマンドミッション |
| [icon] | この節の加筆が望まれています。 | |

### PlayStation
- 風のクロノア door to phantomile
- クラッシュ・バンディクーシリーズ
  - クラッシュ・バンディクー
  - クラッシュ・バンディクー2 コルテックスの逆襲!
  - クラッシュ・バンディクー3 ブッとび!世界一周
- スパイロ・ザ・ドラゴン
- スパイロ×スパークス トンでもツアーズ
- ドラゴンクエストVII エデンの戦士たち
- パラッパラッパー
- ビブリボン
- pop'n musicシリーズ
  - pop'n music
  - pop'n music2
  - pop'n music3
  - pop'n music4
  - pop'n music5
  - pop'n music6
- ミスタードリラー
- みんなのGOLFシリーズ
  - みんなのGOLF
  - みんなのGOLF 2
- ロックマンシリーズ
  - ロックマン8 メタルヒーローズ
  - ロックマンXシリーズ
    - ロックマンX4
    - ロックマンX5
    - ロックマンX6

## マイクロソフトハード

### Xbox Series X|S
- ソニックシリーズ
  - ソニックオリジンズ（追加コンテンツを収録した『ソニックオリジンズ・プラス』も同様[28]）
  - ソニックフロンティア[29]

### Xbox One
- ソニックシリーズ
  - ソニックオリジンズ（追加コンテンツを収録した『ソニックオリジンズ・プラス』も同様[28]）
  - ソニックフロンティア[29]
- アケアカNEOGEOシリーズ
  - マジシャンロード
  - ジョイジョイキッド
  - ベースボールスターズ プロフェッショナル
  - トッププレイヤーズゴルフ
  - ライディングヒーロー
  - リーグボウリング
  - ASO II ～ラストガーディアン～
  - キング・オブ・ザ・モンスターズ
  - 2020年スーパーベースボール
  - ラギ
  - ゴーストパイロット
  - スラッシュラリー
  - ラストリゾート
  - 得点王
  - サッカーブロール
  - フットボールフレンジー
  - ベースボールスターズ2
  - ミラクルアドベンチャー
  - 作戦名ラグナロク
  - ソニックウィングス2
  - ダンクドリーム
  - トップハンター ～ロディー＆キャシー～
  - パワースパイクスII
  - ぐるりん
  - 得点王2
  - パズルボブル
  - パルスター
  - ソニックウィングス3
  - ステークスウィナー
  - 得点王3 ～栄光への挑戦～
  - パズルボブル2
  - ビッグトーナメントゴルフ
  - オーバートップ
  - マジカルドロップ2
  - わくわく7
  - フットサル ～5 ON 5 MINI SOCCER～
  - 得点王 炎のリベロ
  - マジカルドロップ3
  - マネーアイドルエクスチェンジャー
  - ブレイジングスター
  - ネオジオカップ'98 ～THE ROAD TO THE VICTORY～
  - STRIKERS 1945 PLUS
  - ズパパ!

### Xbox 360
- エブリパーティ
- セガエイジスオンライン
  - トージャム&アールコレクション[215]
- スーパーロボット大戦XO
- ゾイドシリーズ
  - ゾイドインフィニティEX NEO
  - ゾイド オルタナティブ
- ソニック・ザ・ヘッジホック
- 天外魔境ZIRIA〜遥かなるジパング〜
- 電脳戦機バーチャロン オラトリオ・タングラム ver.5.66[216]
- フィーディング フレンジー[217]
- プロ野球スピリッツ3
- ミッキーマウス キャッスル・オブ・イリュージョン[204]
- リッジレーサー6
- 勇者30[218]
- ワールドサッカーウイニングイレブン X

セガ・ドリームキャスト復刻プロジェクト
- - ゲットバス[219]
  - ソニックシリーズ
    - ソニックアドベンチャー[220]
    - ソニックアドベンチャー2[221]

### Xbox
- シュレック2
- 真・三國無双3
- スーパーモンキーボールデラックス
- ソニックシリーズ
  - ソニックヒーローズ
  - ソニックライダーズ
- デジモンシリーズ
  - デジモンバトルクロニクル
  - デジモンワールドX
- 鉄騎大戦

## パソコンゲーム
物理メディアおよびSteamなどのデジタル店頭で発売されたゲームも含む。
| セガ - ソニックシリーズ - ソニックアドベンチャーDX - ソニックアドベンチャー2 - 追加ダウンロードコンテンツ「バトルパック」 - ソニック ヒーローズ - ソニックマニア - ソニック フォース - チームソニックレーシング - ソニックオリジンズ（追加コンテンツを収録した『ソニックオリジンズ・プラス』も同様） - ソニックフロンティア（Steam分出典：、Epic Games分出典：） - ソニック カラーズ アルティメット - ソニックスーパースターズ - フットボールマネージャーシリーズ - フットボールマネージャー2005 - フットボールマネージャー2006 - フットボールマネージャー2007 - フットボールマネージャー2008 - フットボールマネージャー2024 - ダービーオーナーズクラブオンライン - ぷよぷよフィーバー（価格改定版） - ファンタシースターオンライン ブルーバースト - シャイニング・ティアーズ マテリアルコレクション - 化石プレイ - プロサッカークラブをつくろう!オンライン - セガラリーREVO バンダイナムコエンターテインメント - パックマンシリーズ - ARCADE GAME SERIES：PAC-MAN - ARCADE GAME SERIES：MS.PAC-MAN - PAC-MAN 256 - パックマン チャンピオンシップ エディション2 - パックマンワールド リ・パック - テイルズ オブ エターニア オンライン - UniversalCentury.net GUNDAM ONLINE Zero G Attack - ARCADE GAME SERIES：DIG DUG - ARCADE GAME SERIES：GALAGA - リトルウィッチアカデミア 時の魔法と七不思議 - 塊魂アンコール - エースコンバット7 スカイズ・アンノウン - 二ノ国 白き聖灰の女王 REMASTERED - ドラえもん のび太の牧場物語 - ミスタードリラー アンコール - Project CARS 2 - Project CARS 3 - 風のクロノア 1&2アンコール - ドラえもん のび太の牧場物語 大自然の王国とみんなの家 - SD シン・仮面ライダー 乱舞 - みんな大好き塊魂アンコール＋ 王様プチメモリー - Park Beyond スクウェア・エニックス - ファイナルファンタジーシリーズ - ファイナルファンタジー - ファイナルファンタジーII - ファイナルファンタジーIII（3D版） - ファイナルファンタジーIV（3D版） - ファイナルファンタジーIX - ドラゴンクエストシリーズ - ドラゴンクエストX - ドラゴンクエストXI 過ぎ去りし時を求めて S - ドラゴンクエストビルダーズ2 破壊神シドーとからっぽの島 - ドラゴンクエスト トレジャーズ 蒼き瞳と大空の羅針盤 - フロントミッション オンライン - コンチェルトゲート - ょすみん。 - ジャイロマンサー - Quantum Conundrum - クロノ・トリガー - BALAN WONDERWORLD - DUNGEON ENCOUNTERS - PowerWash Simulator | コナミデジタルエンタテインメント - ボンバーマンシリーズ - スーパーボンバーマン R - スーパーボンバーマン R オンライン - スーパーボンバーマン R 2 - アニバーサリーコレクションシリーズ - アーケードクラシックス アニバーサリーコレクション - 魂斗羅 アニバーサリーコレクション - eFootball - ビートアリーナ - オバケイドロ! カプコン - ロックマンシリーズ - ロックマン クラシックス コレクション - ロックマン クラシックス コレクション2 - ロックマン11 運命の歯車!! - ロックマン ゼロ&ゼクス ダブルヒーローコレクション - ロックマンエグゼ アドバンスドコレクション Vol.1 - ロックマンエグゼ アドバンスドコレクション Vol.2 - 大神 絶景版 - 逆転裁判2（逆転裁判123 成歩堂セレクション版がCERO：B（12才以上対象）） コーエーテクモゲームス - 信長の野望シリーズ - 信長の野望・蒼天録 - 信長の野望・革新 - 信長の野望・天道 - ウイニングポストシリーズ - ウイニングポスト7 - ウイニングポスト7 マキシマム2008 - ウイニングポストワールド - ウイニングポストワールド 2010 - 大航海時代Online - 真・三國無双3 ハイパー - 三國志11 - 金色のコルダ（KOEI the Best版） Xbox Game Studios - Microsoft Flight Simulatorシリーズ - フライトシミュレーターX - Microsoft Flight Simulator - UNO - ライズ オブ ネイション：ライズ オブ レジェンド - Ori and the Blind Forest - Ori and the Will of the Wisps - Insanely Twisted Shadow Planet - KALIMBA - Zoo Tycoon: Ultimate Animal Collection - ラッシュ：ディズニー/ピクサー アドベンチャー - ReCore: Definitive Edition - ディズニーランド・アドベンチャーズ - Minecraft Dungeons |

## その他（プラグアンドプレイ機など）
- ゲームギアミクロ（レッドのみ「B」区分）[229]
  - ブラック
  - イエロー
  - ブルー
  - ホワイト（『アレスタコレクション』に同梱）
- ドリームキャスト
  - ぷよぷよフィーバー
  - アンダーディフィート
  - カラス[230]
  - トリガーハート エグゼリカ[231]